# Austin Hedges
Austin Charles Hedges (né le 18 août 1992 à San Juan Capistrano, Californie, États-Unis) est un receveur de la Ligue majeure de baseball.

## Carrière
Austin Hedges est repêché par les Padres de San Diego au 2e tour de sélection en 2011. Il entre sur la liste annuelle des 100 meilleurs joueurs d'avenir dressée par Baseball America en 58e position au début 2013, puis fait un bond pour atteindre la 27e place de ce palmarès un an plus tard. Hedges est invité au match des étoiles du futur en juillet 2013,.
Austin Hedges fait ses débuts dans le baseball majeur avec les Padres de San Diego le 4 mai 2015.